# Bolívar (ópera)
Bolivar es una ópera en tres actos y diez escenas de Darius Milhaud sobre un libreto de Madeleine Milhaud basado en el drama homónimo de Jules Supervielle.
Compuesta en 1943, se estrenó el 12 de mayo de 1950 en la Ópera de París bajo la dirección de André Cluytens con Roger Bourdin, Jean Giraudeau y Janine Micheau.

## Argumento
La historia de Simón Bolívar que liberó los pueblos de Sudamérica contra el opresor español.